# 林書宇
林書宇（1976年2月8日—），台灣導演，在台北市出生，畢業於國立竹科實中以及世新大學廣播電視電影學系學士、加州藝術學院電影製作研究所碩士。

## 生平
在台北市出生，在美國讀小學，中學就讀於國立新竹科學園區實驗高級中等學校，台北世新大學廣播電視電影學系學士（1998年），美國加州藝術學院電影製作研究所碩士。從小居住台美兩地，作品揉合了西方傳統戲劇與台灣電影的特色，擅長以寫實故事，緊抓住人與人之間的關係與衝突，以靈活創新的鏡頭語言與場面調度，營造戲劇張力。2008年第一部劇情長片作品《九降風》即獲得金馬獎最佳原創劇本獎等多項大獎肯定。2011年《星空》改編自暢銷作家幾米的同名繪本，開創華語電影前所未見的兒童奇幻類型與風格。2015年《百日告別》獲得金馬獎最佳女主角獎，並入圍獲得國內外各大影展的肯定。2019年，改編自馬來西亞得獎小說的同名最新作品《夕霧花園》獲得金馬獎九項提名。2021年，擔任監製的《美國女孩》榮獲國內外多項大獎。

## 影像作品

### 監製作品

#### 短片
- 2016年 《七歲那年的初次見面》

#### 長片
- 2021年 《美國女孩》

### 導演作品

#### 短片
- 1997年 《嗅覺》（第34屆金馬獎最佳創作短片入圍、台北電影獎劇情類佳作）
- 2002年 《跳傘小孩》（第21屆溫哥華國際影展龍虎榜競賽單元入圍）
- 2005年 《海巡尖兵》（2005年金穗獎最佳劇情片獎/2006年台北電影節最佳劇情片獎）
- 2012年 《想幸福的人》

#### 長片
- 2008年 《九降風》（2008年金馬獎最佳原著劇本獎/台北電影節評審團特別獎、最佳編劇獎、媒體推薦獎）
- 2011年 《星空》（2012年台北電影節最佳技術獎、最佳新演員：林暉閔）
- 2015年 《百日告別》（2015年金馬獎最佳女主角：林嘉欣/第十九屆愛沙尼亞塔林黑夜國際電影節天主教人道主義精神獎-特別推薦）
- 2019年 《夕霧花園》（2019年金馬獎最佳造型設計：Nikki Gooley、周麗明、蔡珮玲、Nina Edwards/2020亞洲影藝創意大獎-最佳劇情片）
- 2024年 《小雁與吳愛麗》（2024年金馬獎最佳女配角：楊貴媚/第五十九屆釜山國際電影節評審團大獎「金智奭獎」）
- 2025年 《值得的等待》（美國電影、2025年台北電影節星光首映）

#### 音樂錄影帶
| 年份   | 歌手     | 專輯                    | 歌曲                                       | 首播日期       | 備註                                          |
| ------ | -------- | ----------------------- | ------------------------------------------ | -------------- | --------------------------------------------- |
| 2008年 | Open Eye |                         | 《塑膠味》                                 | 2008年6月20日  |                                               |
| 2008年 | 五月天   | 後青春期的詩            | 《如煙》                                   | 2013年1月18日  |                                               |
| 2009年 | 梁靜茹   | 靜茹＆情歌-別再為他流淚 | 《情歌》                                   |                |                                               |
| 2009年 | 徐佳瑩   | LaLa首張創作專輯        | 《哼情歌》                                 | 2013年2月18日  |                                               |
| 2009年 | 方大同   | Timeless 可啦思刻       | 《Nothing's gonna change my love for you》 | 2009年8月9日   | 柯佳嬿等演出                                  |
| 2010年 | 劉若英   | 在一起                  | 《繼續-給十五歲的自己》                    | 2010年4月27日  | 培英國中合唱團特別演出 光仁中學合唱團聲音演出 |
| 2012年 | 楊丞琳   | 想幸福的人              | 《想幸福的人》                             | 2012年8月16日  | 楊祐寧、張榕容特別演出                        |
| 2015年 | 劉若英   | 我要你好好的            | 《我懂了》                                 | 2015年9月10日  | 王童特別演出                                  |
| 2016年 | 五月天   | 自傳                    | 《好好(想把你寫成一首歌)》                 | 2016年11月21日 | 紀培慧、徐若瑄、林志玲等演出                  |
| 2022年 | 白安     | 沒有人寫歌給你過吧      | 《沒有人寫歌給你過吧》                     | 2022年8月18日  | 陳昊森特別演出                                |

### 副導演作品
- 2005年 《寒夜續曲》
- 2005年 《天邊一朵雲》
- 2006年 《一年之初》
- 2007年 《刺青》
- 2009年 《陽陽》
- 2010年 《艋舺》
- 2014年 《軍中樂園》

## 文字作品

### 歌詞
- 2007年 楊丞琳《小茉莉》

### 書籍
- 2015年《你走了以後，我一個人的旅程：林書宇的百日告別》

### 編劇

#### 短片
- 1997年 《嗅覺》
- 2002年 《跳傘小孩》
- 2005年 《海巡尖兵》
- 2012年 《想幸福的人》

#### 長片
- 2008年 《九降風》
- 2011年 《星空》
- 2015年 《百日告別》
- 2019年 《夕霧花園》
- 2024年 《小雁與吳愛麗》

## 外部連結
- 台灣行政院文化建設委員會台灣電影筆記林書宇條
- 林書宇tomlin的新浪微博
- 林書宇Facebook
- 林書宇在互联网电影资料库（IMDb）上的資料（英文）（英文）
- 在AllMovie上林書宇的頁面（英文）
- 林書宇在香港影庫上的簡介
- 林書宇在豆瓣上的资料（简体中文）
- 林書宇在时光网上的簡介（简体中文）